# Голованов, Александр Евгеньевич
Алекса́ндр Евге́ньевич Голова́нов (25 июля (7 августа) 1904, Нижний Новгород, Российская империя — 22 сентября 1975, Москва, СССР) — советский военачальник. Главный маршал авиации (19 августа 1944). Командующий Авиацией дальнего действия СССР (1942—1944), командующий 18-й воздушной армией (1944—1946), командующий Дальней авиацией СССР (1946—1948).
Являлся самым молодым маршалом рода войск в истории РККА.

## Биография

### Молодые годы и служба в ОГПУ
Родился в семье капитана буксирного парохода и оперной певицы — дочери народовольца Кибальчича. В восьмилетнем возрасте его отдали в Александровский кадетский корпус.
В октябре 1917 года 13-летний Голованов вступил в Красную гвардию — благо рост был под два метра и сам он выглядел на 16 лет. Работал с 1918 года курьером в конторе «Профсохлеб» Народного комиссариата продовольствия. В Красной армии с мая 1919 года. Воевал разведчиком 59-го стрелкового полка 28-й стрелковой дивизии на Восточном фронте, затем разведчиком того же полка 7-й стрелковой дивизии на Южном фронте, был контужен в бою в сентябре 1920 года. После демобилизации в октябре 1920 года Голованов, согласно собственной автобиографии и материалам его личного дела, работал в Центральном управлении снабжения Красной армии и флота — курьером, в Центропечати — агентом, в Волгосудстрое — на сплаве леса, агентом и в 5-м Волжском полку ГПУ в Нижнем Новгороде — электромонтёром. По некоторым публикациям, в конце 1920 года вступил в ЧОН. В 1924 году окончил среднюю школу имени Я. М. Свердлова в Нижнем Новгороде.
С октября 1924 года в ОГПУ, куда поступил по рекомендации Л. Н. Захарова, мужа своей сестры. Служил в особых отделах и на оперативной работе в Нижнем Новгороде и в Москве, занимал должности от уполномоченного до начальника отделения. Принимал участие в аресте Бориса Савинкова. В соответствии со знаками различия, носимыми сотрудниками ОГПУ (ГПУ), в 21 год на петлицах Александра Евгеньевича находилось уже 3 прямоугольника («шпалы»), — что соответствовало должности сотрудника ГПУ — помощник начальника особого отдела дивизии, уполномоченный отделения ОО или КРО центральных управлений. Работая в органах, дважды выезжал в командировки в Китай (провинция Синьцзян) в 1930 и в 1931 годах. Кроме того, находился в командировках в Монголии и Франции. В 1929 году вступил в ВКП(б). С августа 1930 года служил в ОГПУ по Казахской ССР в Алма-Ате.

### В гражданской авиации
В декабре 1931—1933 годах был прикомандирован в Народный комиссариат тяжёлой промышленности, где работал ответственным секретарём заместителя наркома.
В 1932 году окончил лётную школу ОСОАВИАХИМа. С июля 1933 года по 1941 годы трудился в Главном управлении ГВФ «Аэрофлот», где занимал должности пилота, помощника командира авиаотряда Московского управления, с сентября 1934 года — командира особого авиаотряда тяжёлых кораблей Среднеазиатского управления ГВФ (Ашхабад), с января 1935 года — начальника Восточно-Сибирского управления Гражданского воздушного флота (Иркутск). В 1936 году включён в состав Совета при начальнике ГВФ СССР.
В 1937 году был исключён из партии, после чего уехал в Москву, «за правдой». Комиссия партийного контроля выяснила, что исключён он ошибочно, но в Иркутск Александр Евгеньевич уже не вернулся, устроившись в сентябре 1937 года работать лётчиком 27-го транспортного авиаотряда в Московском управлении ГВФ. С июня 1938 года — пилот-инструктор 3-го транспортного авиаотряда там же. На этих постах Голованов становится шеф-пилотом эскадрильи особого назначения и одним из лучших лётчиков гражданской авиации.
В 1938 году газеты писали о нём как о «лётчике-миллионере», то есть налетавшем миллион километров. К тому времени Голованов уже был награждён знаками «Отличник Аэрофлота» и «За безаварийный налёт» (300 000 км и 500 000 км). Его фото появилось на обложке популярного журнала «Огонёк».
С мая по октябрь 1939 года участвовал в боевых действиях на Халхин-Голе, будучи прикомандирован в распоряжение штаба ВВС РККА. Пилотируя самолёт «Дуглас», осуществлял перевозки высшего командного состава и вывоз тяжелораненых из зоны боевых действий в госпитали на территории СССР. На этой войне был награждён своим первым орденом, им стал орден Красного Знамени. Участвовал также и в Советско-финской войне, на которой имел около 400 часов боевого налёта.
С февраля 1940 года — шеф-пилот Московского управления ГВФ. В январе 1941 года, по совету Якова Смушкевича (генерального инспектора ВВС), Голованов написал письмо Сталину о необходимости специальной подготовки лётчиков дальней бомбардировочной авиации к полётам в плохую погоду, вне видимости земли. После личной встречи со Сталиным в феврале 1941 года Александр Евгеньевич был зачислен в кадровый состав Красной армии с присвоением воинского звания подполковника и назначен командиром 212-го полка дальнебомбардировочной авиации.

### Великая Отечественная война
Встретил войну командиром этого полка. Летом и осенью 1941 года выполнил ряд ночных боевых вылетов на бомбардировку важных военных и промышленных объектов противника. 17 августа 1941 года назначен командиром 81-й авиационной дивизии дальнего действия, сменив освобождённого за отсутствие «достаточных командных навыков и опыта в организаторской работе» прежнего командира М. В. Водопьянова, в тот же день ему было присвоено воинское звание полковник. Генерал-майор авиации (25 октября 1941). В августе-сентябре дивизия вела бомбёжку глубоких немецких тылов (Берлин, Кёнигсберг, Данциг, Плоешти). С началом Московской битвы дивизия получила задачу воспрепятствовать немецкому наступлению на Москву и в октябре-ноябре атаковала скопления войск, переправы, мосты, железнодорожные узлы в Подмосковье, под Рославлем, в районе Новгород-Северского, аэродромы противника в районах Смоленска, Бобруйска, Могилёва, железнодорожный и автомобильный мосты через Волгу у Калинина.
В декабре 1941 года постановлением Государственного комитета обороны был назначен командиром 3-й авиадивизии дальнего действия Ставки Верховного главнокомандования. Дивизия действовала по немецким тылам с аэродрома Монино.
24 февраля 1942 года был назначен командующим авиацией дальнего действия (АДД) Ставки Верховного главнокомандования. Генерал-лейтенант авиации (5 мая 1942). С этого момента до конца войны руководил советской дальней авиацией, пользовался симпатией и доверием со стороны Сталина. Генерал-полковник авиации (26 марта 1943). С декабря 1944 года — командующий 18-й воздушной армией, в составе которой была собрана вся дальнебомбардировочная авиация. Лично участвовал в осуществлении дальних бомбардировочных рейдов (например, в бомбардировке Берлина на начальном этапе Великой Отечественной войны). По данным немецкой разведки:

Голованов, в числе немногих, имеет право на свободный доступ к Сталину, который называет его по имени в знак своего особого доверия.— 
В своих воспоминаниях Голованов упоминает о перелёте (подготовленном им лично) Сталина и всех советских представителей на Тегеранскую конференцию. Летели два самолёта. Голованов лично управлял вторым, на первом, которым управлял Виктор Грачёв, летели Сталин, Молотов и Ворошилов.
В 1944 году Голованов тяжело заболел — внезапно появлялись спазмы в организме (остановка дыхания, перебои в работе сердца), что стало следствием постоянного недосыпания, значительно разрушившего центральную нервную систему.
Маршал авиации (3 августа 1943 года), Главный маршал авиации (19 августа 1944 года). За три с половиной года вырос в воинских званиях от подполковника до Главного маршала авиации. Это рекорд в советских Вооружённых силах.

### После войны
С апреля 1946 года — командующий Дальней авиацией СССР (создана на базе бывшей 18-й воздушной армии).
В мае 1948 года был снят с поста и направлен на учёбу в академию. В 1950 году окончил общевойсковой факультет Высшей военной академии имени К. Е. Ворошилова с золотой медалью. По окончании академии не получил назначения в войска и был вынужден написать об этом Сталину. Однако и тогда не получил никакого назначения, оставаясь в распоряжении военного министра СССР. В декабре 1951 года поступил на курсы «Выстрел». После их окончания, с мая 1952 года по апрель 1953 года командовал 37-м гвардейским воздушно-десантным корпусом. Это было понижение, не имеющее аналогов в истории — за всю историю Вооружённых сил СССР корпусом никогда не командовал главный маршал рода войск. Голованову было предложено написать заявление в Президиум Верховного совета СССР с просьбой понизить ему звание с главного маршала авиации до общевойскового генерал-полковника, на что он не согласился.
Депутат Верховного Совета СССР 2-го созыва (1946—1950).
В 1953 году, после смерти Сталина, отправлен в отставку «по болезни». Как вспоминала его дочь Ольга: «Отец тяжело переживал смерть Сталина и оставался сталинистом до конца своих дней».
С 1958 года работал заместителем начальника НИИ Гражданской авиации по лётной службе. С 1966 года на пенсии.
Автор книги воспоминаний «Дальняя бомбардировочная…», в которой многие страницы посвящены встречам и взаимоотношениям с И. В. Сталиным. При жизни автора книга издавалась со значительными купюрами и не отдельным изданием, а в литературном журнале «Октябрь» отдельными главами на протяжении пяти лет. Впервые мемуары изданы отдельным изданием только в конце 1980-х годов, а их полная версия — в 2004 году.
Александр Евгеньевич Голованов умер 22 сентября 1975 года. Последние его слова были: «Мать, какая страшная жизнь…» три раза повторил. Супруга Тамара Васильевна стала спрашивать: «Что ты? Что ты? Почему ты так говоришь? Почему страшная жизнь?!» А он сказал ещё: «Твоё счастье, что ты этого не понимаешь…» Похоронен 24 сентября на Новодевичьем кладбище Москвы.

## Семья
Брат — Анатолий.
Жена — Тамара Васильевна, дочь купца 1-й гильдии из Вологодской губернии. Умерла в 1996 году.
Дети — Светлана (род. 1934), Тамара (род. 1938), Вероника (1943—2003), Ольга (род. 1945), Святослав (1947—1996).

## Награды
- Два ордена Ленина (17.04.1940; 20.06.1949)
- Три ордена Красного Знамени (17.11.1939; 22.10.1941; 3.11.1944)
- Три ордена Суворова 1-й степени (28.01.1943; 17.04.1945; 18.08.1945)
- Орден Красной Звезды (22.02.1968)
- Медаль «За отвагу» (28.10.1967)
- Медаль «Партизану Отечественной войны» I-й степени (11.09.1943)
- Медаль «За оборону Москвы» (1.05.1944)
- Медаль «За оборону Сталинграда» (22.12.1944)
- Медаль «За победу над Германией» (9.05.1945)
- Медаль «За взятие Кёнигсберга» (9.06.1945)
- Медаль «За взятие Берлина» (9.06.1945)
- Знак «Отличник Аэрофлота»
- Знак «За безаварийный налёт 300 000 км»[12]
- Знак «За безаварийный налёт 500 000 км»

Награды зарубежных стран
- Орден «Крест Грюнвальда» I степени (Польша)
- Орден Сухэ-Батора (Монголия)
- Орден Красного Знамени (Монголия)
- Орден «За боевые заслуги» (Монголия, 6.07.1971)[9]
- Медаль «Борцу против фашизма 1933—1945» (ГДР)
- Медаль «Братство по оружию» в золоте (ГДР)
- Медаль «За укрепление дружбы по оружию» в золоте (ЧССР)
- Медаль «Дружба» (Монголия)
- Медаль «50 лет Монгольской Народной Армии» (Монголия, 15.03.1971)
- Медаль «50 лет Монгольской Народной Революции» (Монголия, 16.12.1971)
- Знак «Участнику боёв у Халхин-Гола»

## Память

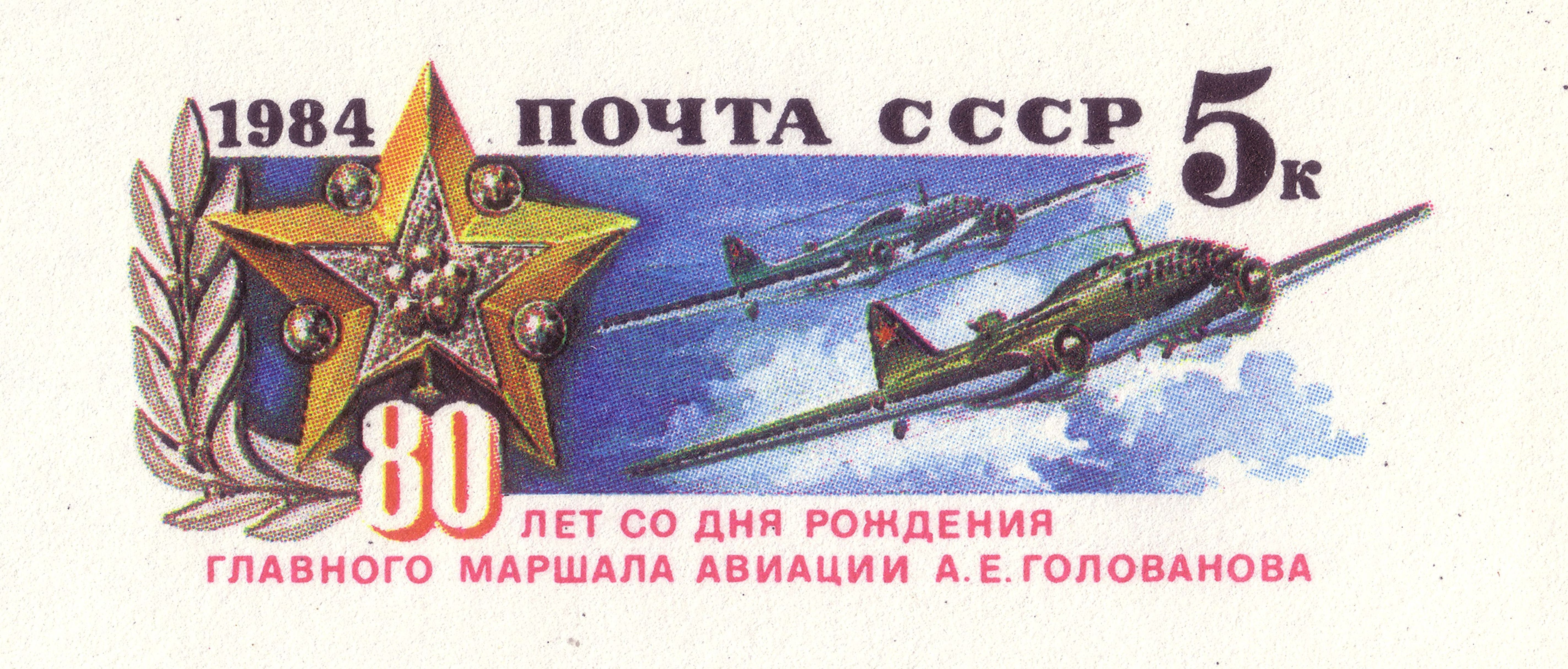
Оригинальная почтовая марка СССР, посвящённая 80-летию со дня рождения Голованова. 1984

- Улица Маршала Голованова в Москве.
- Улица Маршала Голованова в Приокском районе Нижнего Новгорода.
- Самолёт Ту-160 на авиабазе Энгельс.
- В 2018 году, в рамках проекта «Великие имена России», имя А. Е. Голованова предложено присвоить нижегородскому аэропорту «Стригино».
- Памятная доска установлена на здании Восточно-Сибирского управления государственного авиационного надзора Федеральной службы по надзору в сфере транспорта (Иркутск, ул. Декабрьских Событий, д. 97)[13].
- Московский многопрофильный образовательный лицей «Марьино» носит имя Главного маршала авиации А. Е. Голованова[14].
- В городе Дзержинский Московской области муниципальный общеобразовательный лицей № 3 носит имя Главного маршала авиации А. Е. Голованова.
- В 2017 году школе № 43 города Иркутска присвоено имя Главного маршала авиации А. Е. Голованова.
- В 2019 году в Москве ГБОУ «Школа „Марьино“» присвоено имя Главного маршала авиации А. Е. Голованова.
- В 2022 году мемориальная доска установлена на доме № 1 по улице Ошарской в Нижнем Новгороде, где ранее находилась школа, в которой учился Голованов[15].